# Willem Berthout van Mechelen
Willem Berthout van Mechelen (gestorven bij De Meern, 4 februari 1301) was bisschop van Utrecht van 1296 tot 1301. Hij was een lid van de familie Berthout die over de heerlijkheid Mechelen regeerde.
Willem werd zonder tussenkomst van de kapittels door paus Bonifatius VIII benoemd vanwege zijn anti-Franse en pro-Engelse houding. Hij probeerde tevergeefs de verloren gebieden Amstelland en Woerden terug te krijgen na de dood van graaf Floris V van Holland. Toen hij terugkwam van een reis naar Rome waar hij werd gewijd, trof hij zoveel tegenstand aan in het Sticht dat hij zijn toevlucht zocht in Amersfoort. In 1300 werd Willem door Bonifatius geschorst omdat hij zijn schulden aan de pauselijke kamer niet had voldaan. Toen hij betaald had werd de schorsing opgeheven. Hij sneuvelde in slag op de Hoge Woerd tegen een coalitie van Hollandse en eigen opstandige onderdanen.